# Chrysocrambus kobelti
Chrysocrambus kobelti là một loài bướm đêm trong họ Crambidae.